# Primera División Uruguaya 2002
Il campionato era formato da diciotto squadre e il Nacional vinse il titolo.

## Gruppo A
| Pos. | Squadra        | G  | V  | N | P  | GF | GS | Punti |
| ---- | -------------- | -- | -- | - | -- | -- | -- | ----- |
| 1    | Nacional       | 17 | 10 | 2 | 5  | 40 | 24 | 32    |
| 2    | Fénix          | 17 | 9  | 5 | 3  | 40 | 26 | 32    |
| 3    | Danubio        | 17 | 10 | 2 | 5  | 37 | 24 | 32    |
| 4    | Villa Española | 17 | 6  | 4 | 7  | 27 | 29 | 22    |
| 5    | River Plate    | 17 | 6  | 3 | 8  | 29 | 34 | 21    |
| 6    | Bella Vista    | 17 | 4  | 4 | 9  | 23 | 30 | 16    |
| 7    | Progreso       | 17 | 0  | 5 | 12 | 17 | 41 | 5     |

G = Partite giocate; V = Vittorie; N = Nulle/Pareggi; P = Perse; GF = Goal fatti; GS = Goal subiti; 

## Gruppo B
| Pos. | Squadra              | G  | V  | N | P | GF | GS | Punti |
| ---- | -------------------- | -- | -- | - | - | -- | -- | ----- |
| 1    | Peñarol              | 17 | 10 | 6 | 1 | 41 | 22 | 36    |
| 2    | Defensor Sporting    | 17 | 9  | 4 | 4 | 32 | 16 | 31    |
| 3    | Central Español      | 17 | 9  | 4 | 4 | 28 | 30 | 31    |
| 4    | Montevideo Wanderers | 17 | 7  | 4 | 6 | 24 | 26 | 25    |
| 5    | Cerro                | 17 | 4  | 6 | 7 | 20 | 27 | 18    |
| 6    | Racing Montevideo    | 17 | 4  | 4 | 9 | 19 | 33 | 16    |

G = Partite giocate; V = Vittorie; N = Nulle/Pareggi; P = Perse; GF = Goal fatti; GS = Goal subiti; 

## Gruppo C
| Pos. | Squadra              | G  | V  | N | P  | GF | GS | Punti |
| ---- | -------------------- | -- | -- | - | -- | -- | -- | ----- |
| 1    | Plaza Colonia        | 17 | 10 | 2 | 5  | 25 | 16 | 32    |
| 2    | Deportivo Maldonado  | 17 | 7  | 3 | 7  | 31 | 22 | 24    |
| 3    | Tacuarembó           | 17 | 5  | 6 | 6  | 18 | 20 | 21    |
| 4    | Paysandú Bella Vista | 17 | 6  | 1 | 10 | 17 | 29 | 19    |
| 5    | Juventud Las Piedras | 17 | 3  | 3 | 11 | 19 | 38 | 12    |

G = Partite giocate; V = Vittorie; N = Nulle/Pareggi; P = Perse; GF = Goal fatti; GS = Goal subiti; 

## Complessivo
| Pos. | Squadra              | G  | V  | N | P  | GF | GS | Punti |
| ---- | -------------------- | -- | -- | - | -- | -- | -- | ----- |
| 1    | Peñarol              | 17 | 10 | 6 | 1  | 41 | 22 | 36    |
| 2    | Nacional             | 17 | 10 | 2 | 5  | 40 | 24 | 32    |
| 3    | Fénix                | 17 | 9  | 5 | 3  | 40 | 26 | 32    |
| 4    | Danubio              | 17 | 10 | 2 | 5  | 37 | 24 | 32    |
| 5    | Plaza Colonia        | 17 | 10 | 2 | 5  | 25 | 16 | 32    |
| 6    | Defensor Sporting    | 17 | 9  | 4 | 4  | 32 | 16 | 31    |
| 7    | Central Español      | 17 | 9  | 4 | 4  | 28 | 30 | 31    |
| 8    | Montevideo Wanderers | 17 | 7  | 4 | 6  | 24 | 26 | 25    |
| 9    | Deportivo Maldonado  | 17 | 7  | 3 | 7  | 31 | 22 | 24    |
| 10   | Villa Española       | 17 | 6  | 4 | 7  | 27 | 29 | 22    |
| 11   | Tacuarembó           | 17 | 5  | 6 | 6  | 18 | 20 | 21    |
| 12   | River Plate          | 17 | 6  | 3 | 8  | 29 | 34 | 21    |
| 13   | Paysandú Bella Vista | 17 | 6  | 1 | 10 | 17 | 29 | 19    |
| 14   | Cerro                | 17 | 4  | 6 | 7  | 20 | 27 | 18    |
| 15   | Bella Vista          | 17 | 4  | 4 | 9  | 23 | 30 | 16    |
| 16   | Racing Montevideo    | 17 | 4  | 4 | 9  | 19 | 33 | 16    |
| 17   | Juventud Las Piedras | 17 | 3  | 3 | 11 | 19 | 38 | 12    |
| 18   | Progreso             | 17 | 0  | 5 | 12 | 17 | 41 | 5     |

G = Partite giocate; V = Vittorie; N = Nulle/Pareggi; P = Perse; GF = Goal fatti; GS = Goal subiti; 

## Apertura
| Pos. | Squadra              | G | V | N | P | GF | GS | Punti |
| ---- | -------------------- | - | - | - | - | -- | -- | ----- |
| 1    | Nacional             | 9 | 8 | 1 | 0 | 20 | 6  | 25    |
| 2    | Peñarol              | 9 | 7 | 0 | 2 | 25 | 12 | 21    |
| 3    | Fénix                | 9 | 6 | 0 | 3 | 22 | 11 | 18    |
| 4    | Deportivo Maldonado  | 9 | 4 | 2 | 3 | 10 | 17 | 14    |
| 5    | Montevideo Wanderers | 9 | 3 | 3 | 3 | 8  | 9  | 12    |
| 6    | Defensor Sporting    | 9 | 4 | 0 | 5 | 15 | 17 | 12    |
| 7    | Danubio              | 9 | 3 | 2 | 4 | 12 | 14 | 11    |
| 8    | Plaza Colonia        | 9 | 2 | 2 | 5 | 10 | 13 | 8     |
| 9    | Central Español      | 9 | 2 | 1 | 6 | 13 | 21 | 7     |
| 10   | Villa Española       | 9 | 0 | 1 | 8 | 8  | 23 | 1     |

G = Partite giocate; V = Vittorie; N = Nulle/Pareggi; P = Perse; GF = Goal fatti; GS = Goal subiti; 

## Clausura
| Pos. | Squadra              | G | V | N | P | GF | GS | Punti |
| ---- | -------------------- | - | - | - | - | -- | -- | ----- |
| 1    | Danubio              | 9 | 6 | 2 | 1 | 16 | 8  | 20    |
| 2    | Peñarol              | 9 | 7 | 1 | 1 | 25 | 16 | 19    |
| 3    | Fénix                | 9 | 4 | 3 | 2 | 24 | 18 | 15    |
| 4    | Defensor Sporting    | 9 | 4 | 3 | 2 | 16 | 12 | 15    |
| 5    | Nacional             | 9 | 4 | 2 | 3 | 20 | 16 | 14    |
| 6    | Plaza Colonia        | 9 | 4 | 2 | 3 | 16 | 12 | 14    |
| 7    | Villa Española       | 9 | 1 | 4 | 4 | 10 | 21 | 7     |
| 8    | Montevideo Wanderers | 9 | 1 | 3 | 5 | 8  | 12 | 6     |
| 9    | Deportivo Maldonado  | 9 | 2 | 0 | 7 | 8  | 21 | 6     |
| 10   | Central Español      | 9 | 1 | 2 | 6 | 9  | 16 | 5     |

G = Partite giocate; V = Vittorie; N = Nulle/Pareggi; P = Perse; GF = Goal fatti; GS = Goal subiti; 

## Spareggio per il titolo

### Andata
| Arbitro: | Vázquez |

| |            | |
| Biaggio 48’ | Marcatori  | 51’ Vanzini 90’ Peralta |
| · Bordad P · Jadson D · 55’ Lucas D · Báez D · 88’ Anchén C · Rariz C · Sosa C · 42’ Pouso C · 61’ Da Silva C · González C · 69’ Lima C · Perrone A · 18’ 79’ Biaggio A · Olivera A | Formazioni | · P Munúa 65’ · D Del Campo · D Scotti · D Lembo · D Leites 26’ · C Méndez 1’ · C Vanzini 88’ · C Camejo · C O. Morales · C Cassiano 60’ · C Rodríguez · A Webó 68’ · A Peralta · A R. Morales |
| Fossati | Allenatori | Carreño |

### Ritorno
| Arbitro: | Méndez |

| |            | |
| Scotti 3’ R. Morales 88’ | Marcatori  | 63’ Perrone |
| · Munúa P · Del Campo D · Scotti D · Lembo D · 64’ Leites D · Camejo C · Méndez C · Vanzini C · O. Morales C · 73’ Cassiano C · Rodríguez C · 59’ Webó A · Peralta A · R. Morales A | Formazioni | · P Bordad · D Jadson · D Lucas 90’ · D Báez · C Anchén · C Lima 67’ · C Cañarte · C Sosa · C Pouso · C González 46’ · C Da Silva · A Perrone · A Biaggio 6’ · A Olivera |
| Carreño | Allenatori | Fossati |

## Gruppi retrocessione

### Gruppo A
| Pos. | Squadra           | G  | V  | N  | P  | GF | GS | Punti |
| ---- | ----------------- | -- | -- | -- | -- | -- | -- | ----- |
| 1    | River Plate       | 31 | 12 | 6  | 13 | 47 | 50 | 42    |
| 2    | Cerro             | 31 | 10 | 11 | 10 | 43 | 40 | 41    |
| 3    | Bella Vista       | 31 | 10 | 8  | 13 | 41 | 46 | 38    |
| 4    | Racing Montevideo | 31 | 7  | 11 | 13 | 38 | 50 | 32    |
| 5    | Progreso          | 31 | 7  | 8  | 16 | 34 | 58 | 29    |

G = Partite giocate; V = Vittorie; N = Nulle/Pareggi; P = Perse; GF = Goal fatti; GS = Goal subiti; 

### Gruppo B
| Pos. | Squadra              | G  | V  | N | P  | GF | GS | Punti |
| ---- | -------------------- | -- | -- | - | -- | -- | -- | ----- |
| 1    | Tacuarembó           | 31 | 11 | 9 | 11 | 33 | 36 | 42    |
| 2    | Juventud Las Piedras | 31 | 7  | 8 | 16 | 37 | 58 | 29    |
| 3    | Paysandú Bella Vista | 31 | 8  | 3 | 20 | 28 | 53 | 27    |

G = Partite giocate; V = Vittorie; N = Nulle/Pareggi; P = Perse; GF = Goal fatti; GS = Goal subiti; 

## Classifica marcatori
| Gol |  |  | Giocatore       | Squadra           |
| --- |  |  | --------------- | ----------------- |
| 25  |  |  | Germán Hornos   | Fénix             |
| 23  |  |  | Richard Morales | Nacional          |
| 21  |  |  | Daniel Jiménez  | Peñarol           |
| 19  |  |  | Martín Ligüera  | Fénix             |
| 19  |  |  | Gonzalo Vargas  | Defensor Sporting |